# Синдром білого носика

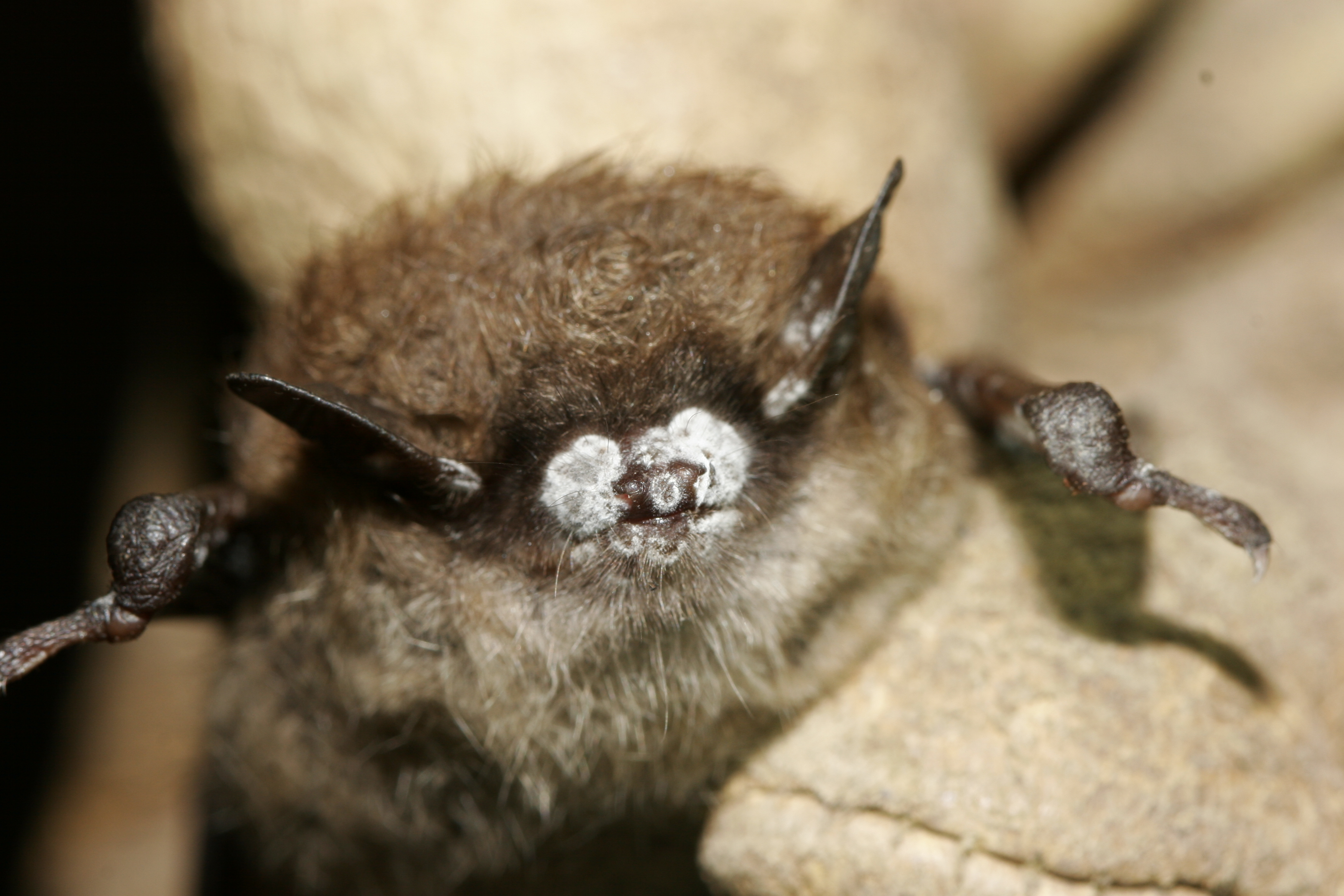
Мала бура нічниця із синдромом білого носика, Нью-Йорк, 2008

Синдром білого носика (WNS; англ. White-nose syndrome) — захворювання кажанів, яке пов'язане із щонайменше 5.7 мільйонами випадків загибелі рукокрилих. Назва захворювання пов'язана із характерними симптомами на тілі тварини, через які здається, ніби ніс кажана забруднений тальком; насправді, білими порошкоподібними плямами, які можуть поширюватись і на вуха, голову, болону крил, є гіфи аскомікотового грибка Pseudogymnoascus destructants (Blehert & Gargas) Minnis & D.L. Lindner (також відомого як Geomyces destructans). На синдром білого носика можуть хворіти 11 видів рукокрилих Америки та 13 видів європейських кажанів.

## Історія
У березні 2007 року група біологів із Державного університету штату Нью-Йорк в Олбані під керівництвом Алана Гікса проводила в одній із печер плановий облік рукокрилих. Проте в печері замість звичних зимуючих кажанів, що сплять, звиснувши головою донизу, вчені знайшли чимало мертвих тварин на підлозі. Ті тварини, які ще були живі, мали характерну білу пляму на носі. Масова загибель зимуючих кажанів спостерігалась і в наступні роки на все більшій і більшій території. Пізніше з'ясувалось, що кажанів з білими носиками вперше в США сфотографували в лютому 2006 року в окрузі Скогарі, Нью-Йорк. Цей округ вважається епіцентром інфекції на Американському континенті.

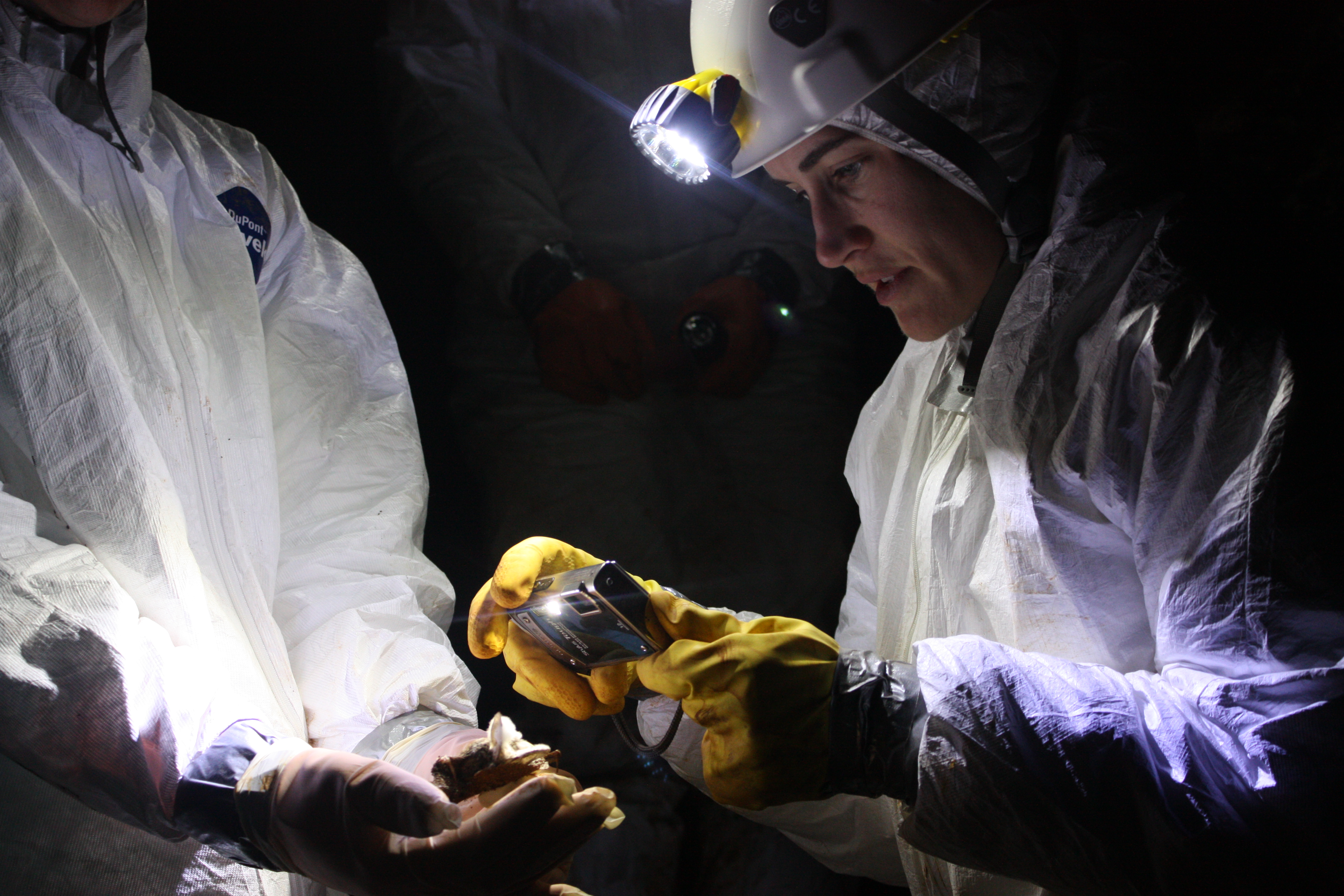
Фахівці Комісії з питань диких ресурсів Північної Кароліни фотографують знайденого в шахті мертвого кажана

2009 року в журналі Science з'явилась публікація про взаємозв'язок між високою смертністю кажанів та їх зараженням невідомим до цього часу грибком. Найбільш чутливим до нового патогена виявились популяції малої бурої нічниці — одного з найчисельніших видів Північної Америки, а також кажани видів Myotis septentrionalis, Eptesicus fuscus, Perimyotis subflavus.
2011 року колектив співавторів експериментально довів, що власне грибок виду Pseudogymnoascus destructans викликає WNS, ствердивши постулати Коха для цього збудника. З'ясовано, що грибок передається контактним шляхом.
В той же час виявили, що грибок цього ж виду заражає і кажанів Європи, але чомусь не викликає в місцевих популяціях настільки різкого падіння чисельності. За фотографіями, зробленими у Чехії та Словаччині, стає зрозуміло, що синдром білого носика тут щонайменше з 1995 року.
2012 року Служба рибних ресурсів та дикої природи США доповіла, що грибковою інфекцією знищено 5.7-6.7 мільйонів кажанів; чисельність популяцій окремих печер зменшилась на 95-100 %. Такі втрати приносять сільському господарству збитки, які оцінюються у 3 мільярди доларів щорічно. Цього ж року з'ясовано механізми впливу грибка на організм рукокрилих, які призводять до їх загибелі.
Тим часом географічне поширення WNS щороку збільшується. Станом на квітень 2018 року, захворювання виявлено в 34 штатах США та 5 провінціях Канади.

## Патогенез
Чимало видів кажанів помірних широт на зиму впадають в сплячку, або ж гібернацію. Деякі види спеціально мігрують на достатньо великі відстані до місць масової (до декількох тисяч особин) зимівлі, якими є печери, штольні тощо. На час сплячки температура тіла тварини знижується на 10-15 °C, що є наслідком заповільнення обміну речовин, імунна система тварини перебуває в неактивному стані. Після того, як кажани збираються в багатотисячні скупчення, починається спарювання, а багато видів рукокрилих паруються проміскуїтетно.
Всі ці особливості біології кажанів сприяють поширенню і розвитку грибка. Pseudogymnoascus destructans є психрофільним видом, тобто оптимальною  для його розвитку є температура близька до 0 °C. Тісний контакт під час спарювання дозволяє спорам заразити чимбільше особин, а охолодженя тіла тварини і послаблене функціонування імунної системи дозволяє гіфам грибка розвинутись на шкірі.
На 50-60 день взнаки дається зневоднення організму і пошкодження шкіри. Кажан виходить зі стану сплячки і починає відносно довготривалі фази активності. Політ знищує внутрішні запаси жиру тварини, і вона вмирає на 70-100 добу після інфікування через нестачу корму, пошкодження шкіри та занадто низькі температури.

## Поширення

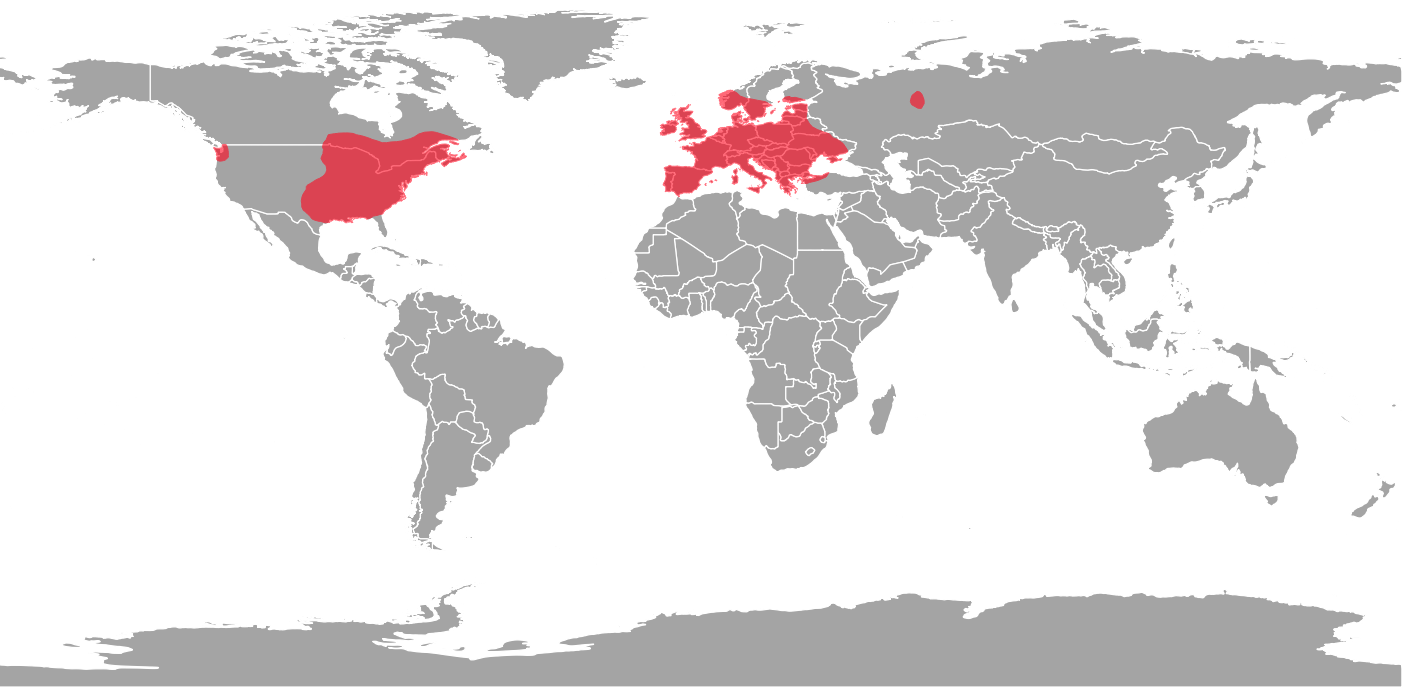
Поширення синдрому білого носика у світі (станом на початок 2018 року)

Поява в штаті Нью-Йорку WNS-позитивних кажанів є першою реєстрацією синдрому білого носика в Америці, однак вважається, що в Європі особини з цим грибком реєструються з 1995 року. Синдром білого носика в Європі не є рідкістю, однак він не викликає такої масової загибелі кажанів, як в Америці.
Певний час вважалося, що північноамериканський Pseudogymnoascus destructans в Америці присутній давно, але мутував чи став патогенним під дією чинників навколишнього середовища, на відміну від європейського штаму. Проте дослідження показують, що насправді північноамериканські види кажанів є більш чутливими до грибка (як північноамериканського, так і європейського). Наразі відомо, що європейський Pseudogymnoascus destructans занесений до Америки, при чому, імовірно, людиною.
На території Європи синдром білого носика поширений від Єкатеринбурга до заходу Франції, від Талліну до півночі Туреччини; виявлений у Франції, Бельгії, Нідерландах, Данії, Німеччині, Швейцарії, Австрії, Чехії, Польщі, Словаччині, Угорщині, Румунії, Україні, Естонії, Туреччині, Росії.
В Північній Америці синдром білого носика поширений в східних штатах, однак ареал дійшов і до західного узбережжя, також спостерігається в південно-східних провінціях Канади.
Pseudogymnoascus destructans заражає такі американські види кажанів, як Myotis sodalis, Myotis grisescens, Myotis lucifugus, Myotis septentrionalis, Eptesicus fuscus, Perimyotis subflavus, Myotis leibii, Corynorhinus townsendii virginianus, Myotis velifer, Lasionycteris noctivagans, Myotis austroriparius; в Європі паразитує на нічниці довговухій (Myotis bechsteinii), Myotis blythii oxygnathus, нічниці Брандта (Myotis brandtii), нічниці ставковій (Myotis dasycneme), нічниці водяній (Myotis daubentonii), нічниці великій (Myotis myotis), нічниці вусатій (Myotis mystacinus), нічниці триколірній (Myotis emarginatus), пергачі північному (Eptesicus nilssonii), підковику малому (Rhinolophus hipposideros), широковуху європейському (Barbastella barbastellus), вухані звичайному (Plecotus auritus) та нічниці війчастій (Myotis nattereri).